# Саювка
Саювка (пол. Sajówka) — деревня в Бяльском повете Люблинского воеводства Польши. Входит в состав гмины Славатыче. По данным переписи 2011 года, в деревне проживало 107 человек.

## География
Деревня расположена на востоке Польши, к западу от реки Западный Буг, на расстоянии приблизительно 41 километра к юго-востоку от города Бяла-Подляска, административного центра повета. Абсолютная высота — 156 метров над уровнем моря. К югу от населённого пункта проходит национальная автодорога 63.

## История
По данным на 1827 год имелось 19 дворов и проживало 139 человек. Согласно «Справочной книжке Седлецкой губернии на 1875 год» деревня входила в состав гмины Межилесь Бельского уезда Седлецкой губернии.
В период с 1975 по 1998 годы деревня входила в состав Бяльскоподляского воеводства.

## Население
Демографическая структура по состоянию на 31 марта 2011 года:
|         | Всего | До трудоспособного возраста | Трудоспособного возраста | Старше трудоспособного возраста |
| ------- | ----- | --------------------------- | ------------------------ | ------------------------------- |
| Мужчины | 56    | 18                          | 35                       | 3                               |
| Женщины | 51    | 12                          | 28                       | 11                              |
| Всего   | 107   | 30                          | 63                       | 14                              |